# 索勛
索 勛（さく くん、? - 894年）は、唐末の帰義軍節度使であり、張議潮の娘婿である。
大順元年（890年）2月22日、索勛は政変を起こし、張議潮の甥である帰義軍節度使張淮深夫妻と六人の子を殺し、張議潮の実子の張淮鼎を立てて帰義軍節度使とした。2年後、張淮鼎が死ぬと、その子の張承奉を立てずに、自立して帰義軍節度使になった。これが、張議潮の第十四女で李明振の妻の張氏（索勛の義理の姉妹）の不満を引き起こし、乾寧元年（894年）、三人の子を派遣して、索勛を殺して、張承奉を立てて帰義軍節度使とした。
学者によっては、索勛は張淮深を殺していないとする。
1. 索勛は、張淮深を殺しておらず、彼の死は、派兵して朱玫が李熅を皇帝にしたのに追随したからである[4]。
2. 張議潮の実子の張淮鼎が張淮深を殺したのであって、索・李両家には関係がない[5]。
3. 張淮深の子の張延興・張延嗣が、張淮深と異母兄弟の張延暉・張延礼の六兄弟と張淮深夫人の潁川陳氏を殺した。しかるのちに、張淮深の従兄弟である張淮鼎を立てた[6]。
4. 帰義軍内部で、張文徹を中心とした反対派が、張淮深とその一家を殺して、政権を奪おうと企画したが、李明振の妻の張氏（張議潮の第十四女）が反対派を除き、張承奉を立てた[7]。